# Harry Daghlian

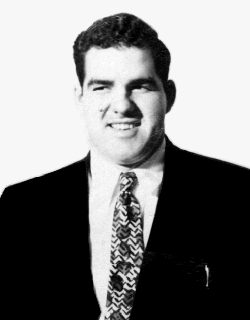
Harry K. Daghlian

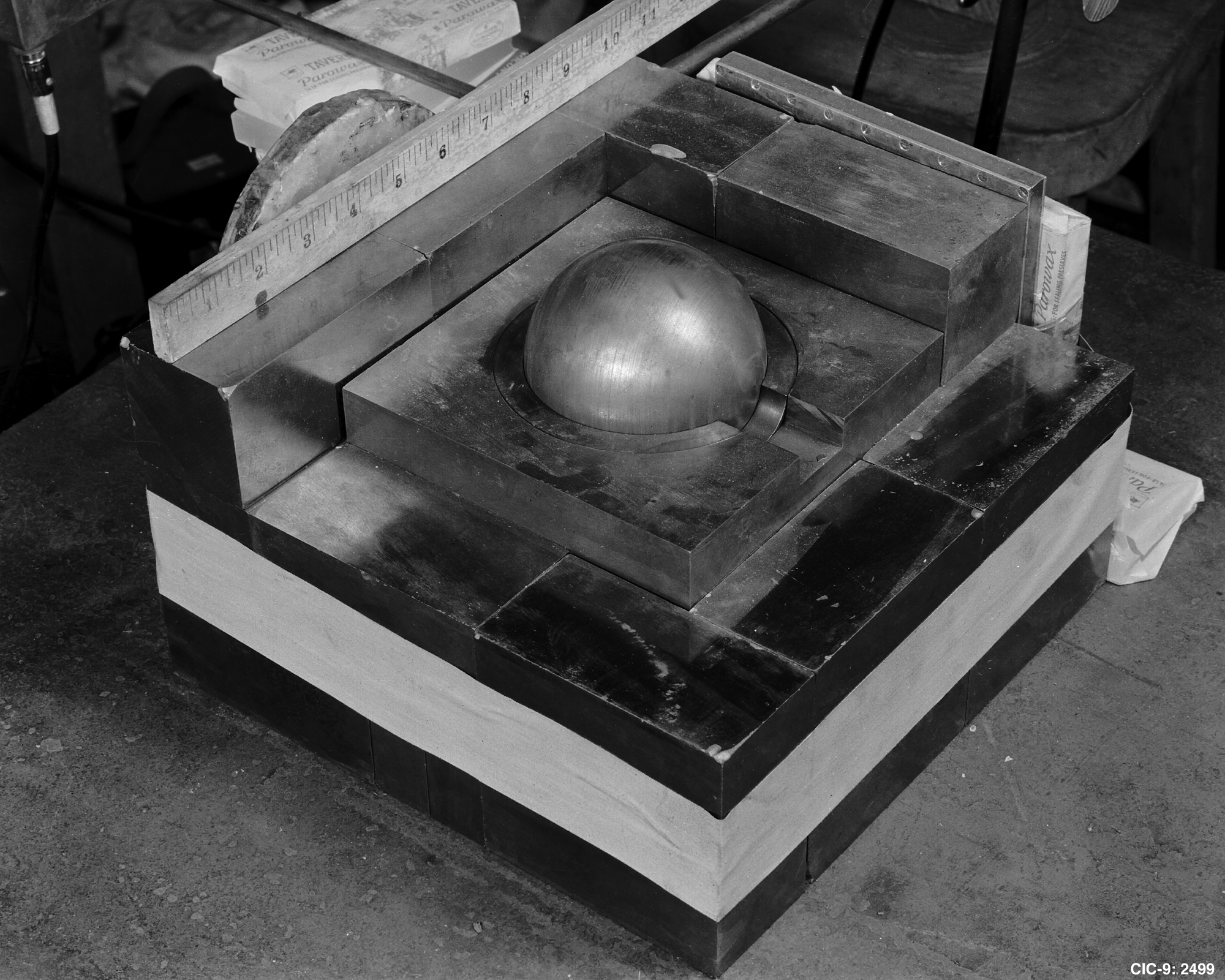
Wygląd sfery z plutonu osłoniętej odbijającymi neutrony blokami z węgliku wolframu (konstrukcja taka była używana w doświadczeniu, po którym zmarł Daghlian)

Harry K. Daghlian, właśc. Haroutune Krikor Daghlian (ur. 4 maja 1921, zm. 15 września 1945) – fizyk amerykański pochodzenia ormiańskiego, biorący udział w projekcie Manhattan.

## Wypadek
Podczas jednego z doświadczeń prowadzonych w sierpniu 1945 w Los Alamos w ramach projektu Manhattan, w których badacze sprawdzali masę krytyczną plutonu, Daghlian przypadkowo upuścił jeden klocek z węgliku wolframu na plutonowy rdzeń (nazywany później diabelskim, zwłaszcza po tym jak po podobnym wypadku dziewięć miesięcy później, w maju 1946, zmarł inny fizyk, Louis Slotin). Węglik wolframu ma właściwość odbijania neutronów i, jeśli znajdzie się w pobliżu źródła promieniowania neutronowego (w tym przypadku rdzenia z plutonu), sprawia, że neutrony te częściowo trafiają z powrotem do źródła. Może to doprowadzić do znacznego wzrostu promieniowania, a nawet zapoczątkowania reakcji łańcuchowej.
Do takiej sytuacji doszło 21 sierpnia 1945, kiedy doświadczenie wykonywał Harry Daghlian. Wzrost promieniowania spowodował pojawienie się błękitnej poświaty zjonizowanego powietrza. Daghlian wpadł w panikę i usiłował kopniakiem rozrzucić badany zestaw, ale bezskutecznie. Chwilę później uczynił to ręką, ale pochłonął około 5,1 Sv promieniowania. Zmarł na chorobę popromienną 25 dni później.